# Charles Harris (tennista)
Charles Russell Harris (2 aprile 1914 – 7 settembre 1993) è stato un tennista statunitense.

## Biografia
Nativo della Florida ma frequentò l'università Duke, il figlio William ha intrapreso a sua volta la carriera tennistica.

## Carriera
Attivo negli anni 1930 fu tra i migliori dieci tennisti statunitensi, nel 1936 raggiunse la finale del torneo di Cincinnati dove venne sconfitto in tre set da Bobby Riggs. L'anno successivo avanzò fino agli ottavi di finale degli U.S. National Championships mentre riuscì a conquistare gli Internazionali di Francia 1939 nel doppio maschile insieme a Don McNeill.

## Finali nei tornei del Grande Slam

### Doppio

#### Vittorie (1)
| Anno | Torneo                            | Compagno    | Avversari in finale          | Punteggio                |
| 1939 | Internazionali di Francia, Parigi | Don McNeill | Jean Borotra Jacques Brugnon | 4–6, 6–4, 6–0, 2–6, 10–8 |